# 王立アンダルシア馬術学校

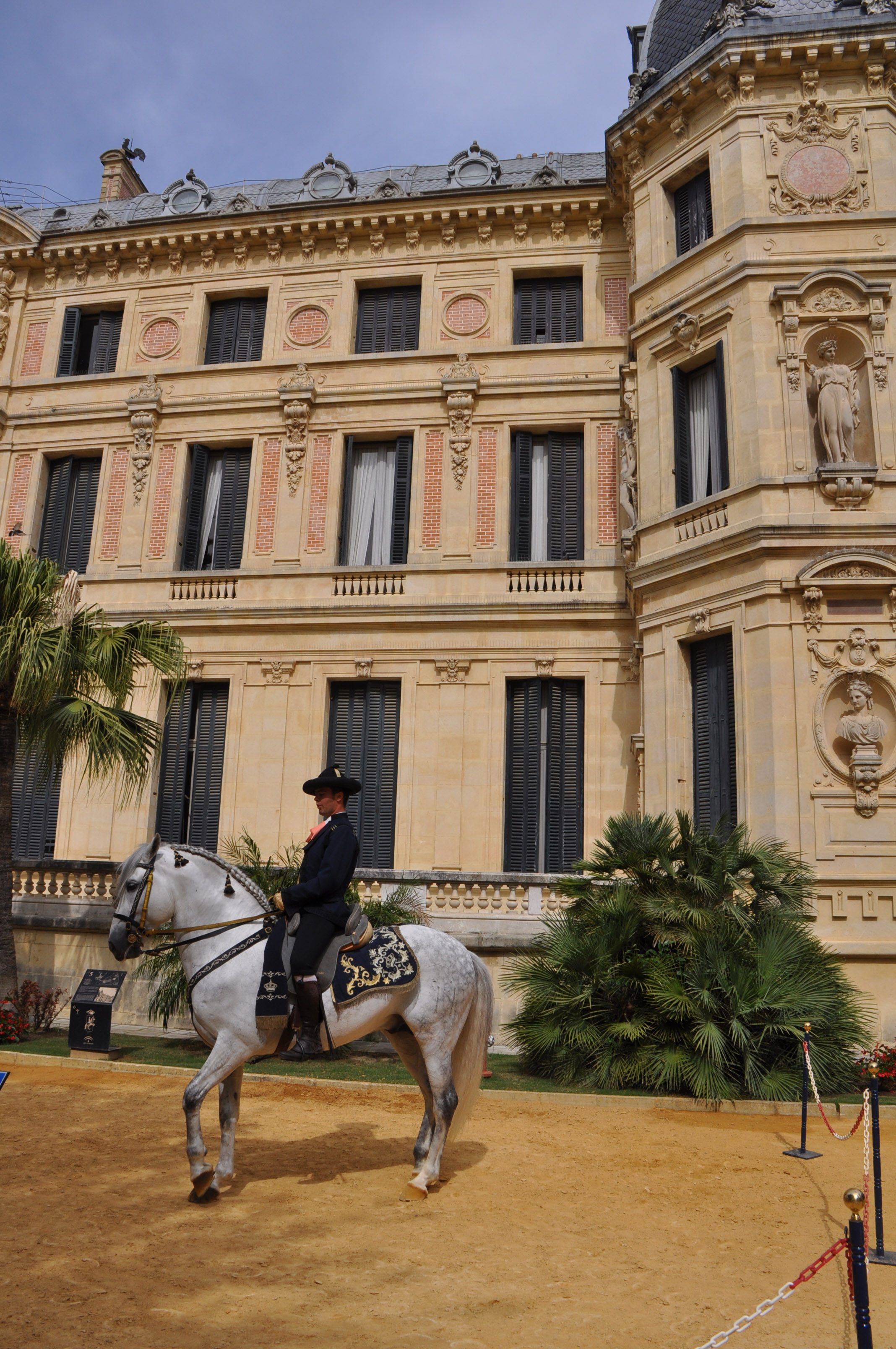
王立アンダルシア馬術学校のエクジビション・ホール外側

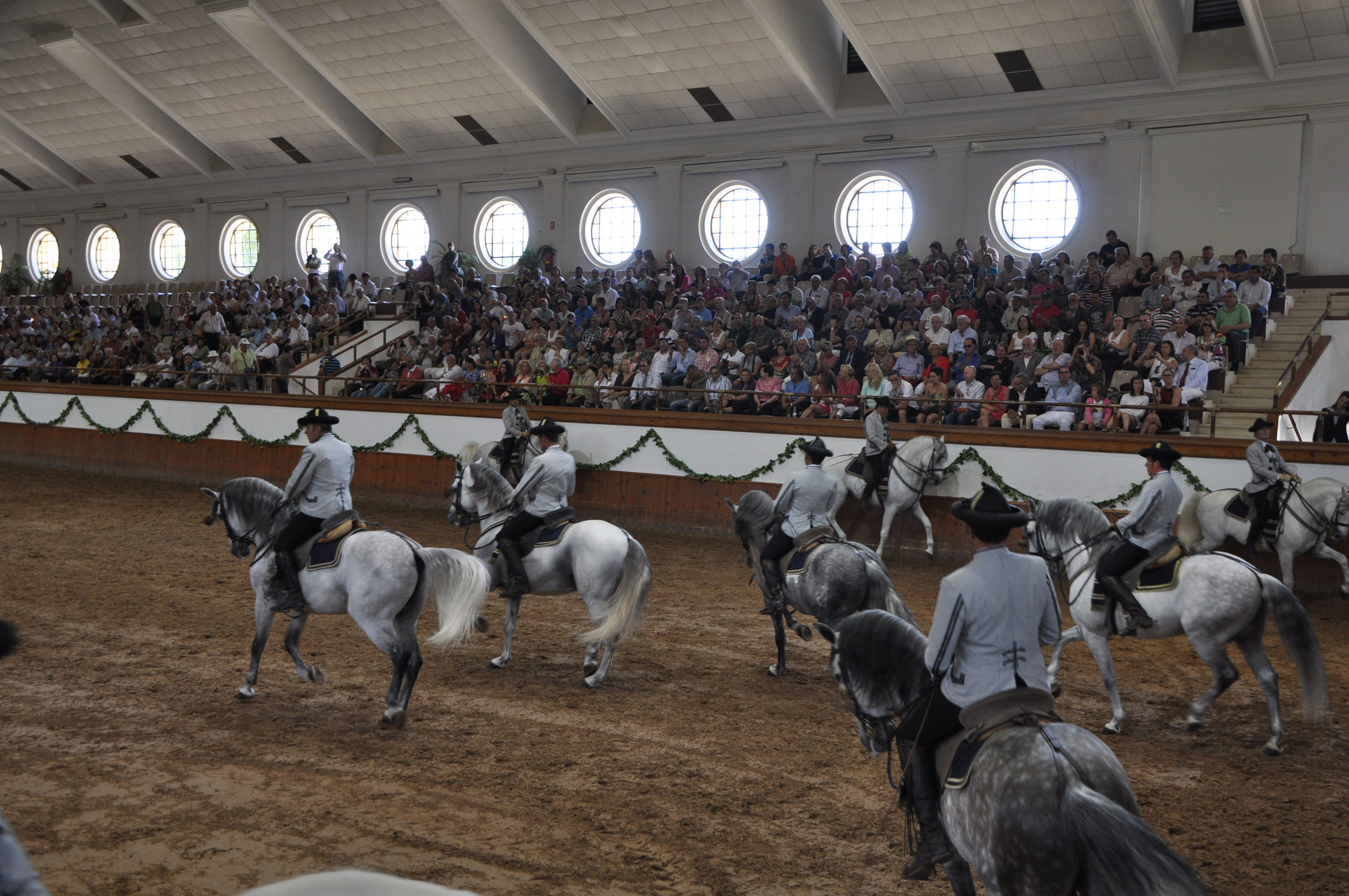
王立アンダルシア馬術学校のエクジビション・ホール内側

王立アンダルシア馬術学校 (おうりつアンダルシアばじゅつがっこう、スペイン語: Real Escuela Andaluza del Arte Ecuestre)はスペインアンダルシア州カディス県ヘレス・デ・ラ・フロンテーラ市内にある馬術学校である。

## 概要
王立アンダルシア馬術学校はスペインアンダルシア州カディス県ヘレス・デ・ラ・フロンテーラ市内にある馬術学校である。アンダルシア馬による馬術ショウが常時行われている。

## 住所・電話
住所：Avenida Duque de Abrantes s/n 11407 Jerez　 

電話：956 31 96 35 / 956 31 80 08

## 参照項目
- ヘレス・デ・ラ・フロンテーラの名所と祭り
- アンダルシア馬
- スペイン馬術学校 (オーストリア・ウィーンのSpanish Riding School)